# 劉智容
劉 智容（りゅう ちよう、423年 - 472年）は、南朝斉の高帝蕭道成の正室（即位前没）。皇后に追封された。本貫は広陵郡。

## 経歴
劉寿之と桓氏（上虞都郷君）の娘として生まれた。十数歳で蕭道成にとつぎ、蕭賾と蕭嶷を生んだ。泰豫元年（472年）、死去した。享年は50。蕭承之の墓のそば、のちの泰安陵の地に葬られた。昇明2年（478年）、竟陵公国夫人の位を追贈された。昇明3年（479年）、斉国妃の位を追贈された。同年（建元元年）に斉が建てられると、昭皇后と追諡された。その後、夫の諡を重ねて「高昭皇后」と称された。

## 伝記資料
- 『南斉書』巻20 列伝第1
- 『南史』巻11 列伝第1